# Danja
Danja (bürgerlich Floyd Nathaniel Hills, auch Nate Hills genannt, * 22. Februar 1982 in Virginia Beach, Virginia) ist ein US-amerikanischer Hip-Hop- und R'n'B-Musiker und Produzent. Er gilt als Protegé von Timbaland.

## Biografie
Schon früh spielt Hills im Kirchenchor Schlagzeug und Keyboard. Während seiner Jugend entdeckt er sein Interesse für Musikproduktion und macht erste Experimente mit einem Sechsspur-Tonbandgerät. Noch bevor er 1999 die High School beendet, trifft er den Produzenten Teddy Riley, für den Hills einen Song für Blackstreet schreibt. 2001 trifft er Timbaland und spielt ihm einige seiner Kreationen vor. Timbaland reagiert zwar positiv, es kommt aber keine Zusammenarbeit zustande. Erst 2003, bei einem erneuten Treffen der beiden, lädt Timbaland Hills ein, ihm im Dezember 2003 in Miami bei der Produktion des Künstlers John Doe zu helfen. Seitdem arbeiten sie immer wieder, als gleichberechtigte Partner, zusammen.
Hills schreibt und produziert Songs für eine große Anzahl an erfolgreichen Künstlern wie Nelly Furtado, Justin Timberlake, Britney Spears und für Timbaland. Zudem arbeitet er auch mit genrefremden Künstlern wie Björk.

## Diskografie (Auswahl)

### 2006
- Nelly Furtado (alle zusammen mit Timbaland):
  - Maneater
  - All Good Things (Come to an End)
  - Promiscuous
  - Say It Right
  - Do It
- Justin Timberlake (alle zusammen mit Timbaland und Justin Timberlake):
  - SexyBack
  - What Goes Around.../...Comes Around
  - My Love
  - Until the End of Time

### 2007
- mit/für Timbaland:
  - Give It to Me
  - The Way I Are
- Britney Spears:
  - Gimme More
  - Break the Ice
  - Get Naked (I Got a Plan)
  - Hot as Ice
  - Perfect Lover
  - Get Back
  - Outta This World
- 50 Cent (co-produziert mit Timbaland):
  - Ayo Technology (feat. Justin Timberlake & Timbaland)
- Mariah Carey
  - Migrate

### 2008
- Britney Spears:
  - Kill the Lights
  - Blur
- Madonna:
  - 4 Minutes
  - Miles Away
- Pink:
  - Sober

## Auszeichnungen
- Grammy Awards 2007: Beste Dance-Aufnahme (Best Dance Recording) für SexyBack von Justin Timberlake & Timbaland (Produzenten: Danja, Timbaland, Justin Timberlake; Mix: Jimmy Douglass)